# Protorohippus

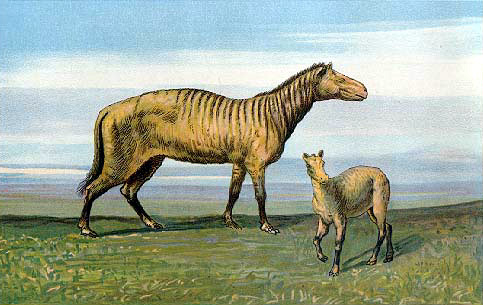
Реставрація

Protorohippus — вимерлий рід ссавців з родини коневих, який жив у еоцені Північної Америки.